# PFC Spartak Varna
PFC Spartak Varna foi uma equipe búlgara de futebol com sede em Varna. Disputava a segunda divisão da Bulgária (B Football Group).
Seus jogos foram mandados no Spartak Stadium, que possui capacidade para 8.000 espectadores.

## História
O PFC Spartak Varna foi fundado em 1918.
Em 12 de agosto de 2015 foi extinto, mas um novo time foi fundado. Liderado por lendas do Spartak Varna como Atanas Atanasov, Lyudmil Goranov, Dimitar Trendafilov, Ilko Stanchev e Trayan Dyankov.